# 彭林林
彭林林（Peng Lin Lin，1998年8月18日—），生於香港，香港足球運動員，司職前鋒，目前擔任香港甲組聯賽球會中西區足球員。

## 球員生涯
彭林林19歲得到港超球隊夢想FC的賞識，獲得一紙職業球員合約。
2018年9月25日，彭林林於對陣和富大埔的聯賽在78分鐘後備入替，更在88分鐘在禁區內轉身左腳射入職業生涯首球，協助夢想逼和2–2完場。
2019年8月1日，彭林林加盟港超聯球會標準流浪。
2020年7月2日，彭林林加盟港超聯球會傑志。2021年4月9日，傑志在球會社交平台公佈彭林林以私人理由與球會解約。

## 榮譽
香港代表隊
- 港澳埠際賽冠軍（2018年）
- 省港盃冠軍（2019年）

## 外部連結
- Peng Lin Lin （页面存档备份，存于）